# Gilberto Urdaneta Besson
Gilberto Urdaneta Besson (Maracaibo, 2 de octubre de 1933) es un político venezolano. Fue Gobernador del Estado Zulia, Venezuela. Además de recibió numerosas condecoraciones a nivel estatal.

## Biografía
Gilberto Urdaneta Besson nació en Maracaibo, Venezuela el 2 de octubre de 1933. Hizo sus estudios primarios en los Hermanos Maristas de Maracaibo y secundarios en el colegio San José de los padres jesuitas en Mérida. Hizo estudios de ingeniería civil en la Universidad del Zulia (1952-1957). 

## Cargos políticos
- 1958 - Inspector de Obras Públicas del Estado Zulia
- 1959-1961 - Director de Obras Públicas del Estado Zulia
- 1961-1963 - Secretario General de Gobierno del Estado Falcon

1964-1969 - Diputado a La Asamblea Legislativa del Estado Zulia
1969-1974 - Diputado al Congreso Nacional por el Estado Zulia
1979-1982 - Gobernador del Estado Zulia Con el partido Social Cristiano COPEI
Gilberto ha sido muy activo en actividades gremiales, culturales y sociales. De 1959-1961, fue vicepresidente del Colegio de Ingeniero del Estado Zulia. Fue fundador de Fe y Alegría en el Estado Zulia, obra de educación popular universal cuyo creador fue el Padre José María Velaz. Desde 1980 hasta la fecha, fundador y miembro directivo de la Obra Educativa Popular Fundación Niños Trabajadores del Zulia y Fundación Niños Sueños Zulianos